# Widaczów
Widaczów – wieś w Polsce położona w województwie podkarpackim, w powiecie przeworskim, w gminie Jawornik Polski.
| SIMC    | Nazwa      | Rodzaj    |
| ------- | ---------- | --------- |
| 0604146 | Dział      | część wsi |
| 0604152 | Trybałówka | część wsi |
| 1065220 | Wełcze     | część wsi |

W latach 1975–1998 miejscowość administracyjnie należała do województwa przemyskiego.